# Stanisław Stupkiewicz
Stanisław Stupkiewicz (ur. 26 stycznia 1966) – polski inżynier, profesor nauk technicznych. Specjalizuje się w zagadnieniach z zakresu mechaniki, w tym mechaniki kontaktu, tarcia oraz mechaniki ciał odkształcalnych. Profesor zwyczajny w Zakładzie Mechaniki Materiałów Instytutu Podstawowych Problemów Techniki PAN. Członek Komitetu Mechaniki PAN i jego przewodniczący w kadencji 2020-2023 oraz członek korespondent Polskiej Akademii Nauk, Wydział IV Nauk Technicznych, od 2020 roku. Zasiada w redakcjach czasopism Archives of Mechanics, Archive of Applied Mechanics oraz Mechanics of Materials.
Absolwent studiów mechanicznych na Politechnice Warszawskiej (rocznik 1989). Doktoryzował się w 1996 roku w IPPT PAN na podstawie pracy zatytułowanej Modelowanie poślizgów i rozwoju uszkodzeń w strefie kontaktu ciał sprężysto-plastycznych. Habilitował się w 2006 roku w tym samym Instytucie na podstawie rozprawy Mikromechanika warstw kontaktowych i międzyfazowych (tytuł alternatywny: Micromechanics of contact and interphase layers). Tytuł profesora nauk technicznych nadano mu w 2011 roku.
Jednym z osiągnięć naukowych Stanisława Stupkiewicza jest opracowanie oryginalnych sformułowań teoretycznych i algorytmów obliczeniowych dla zagadnień kontaktowych z uwzględnieniem efektów chropowatości powierzchni, zużycia oraz smarowania (soft-EHL). Uzyskał także oryginalne wyniki w zakresie wieloskalowego modelowania mikrostruktur martenzytycznych z uwzględnieniem efektów energii powierzchniowej i oszacowania efektów skali wymiarowej w stopach z pamięcią kształtu oraz w kryształach metali deformowanych plastycznie.
Był profesorem wizytującym na Uniwersytecie w Trydencie. Autor książki Micromechanics of Contact and Interphase Layers.